# 格魯本湖
52°9′10″N 13°59′38″E / 52.15278°N 13.99389°E

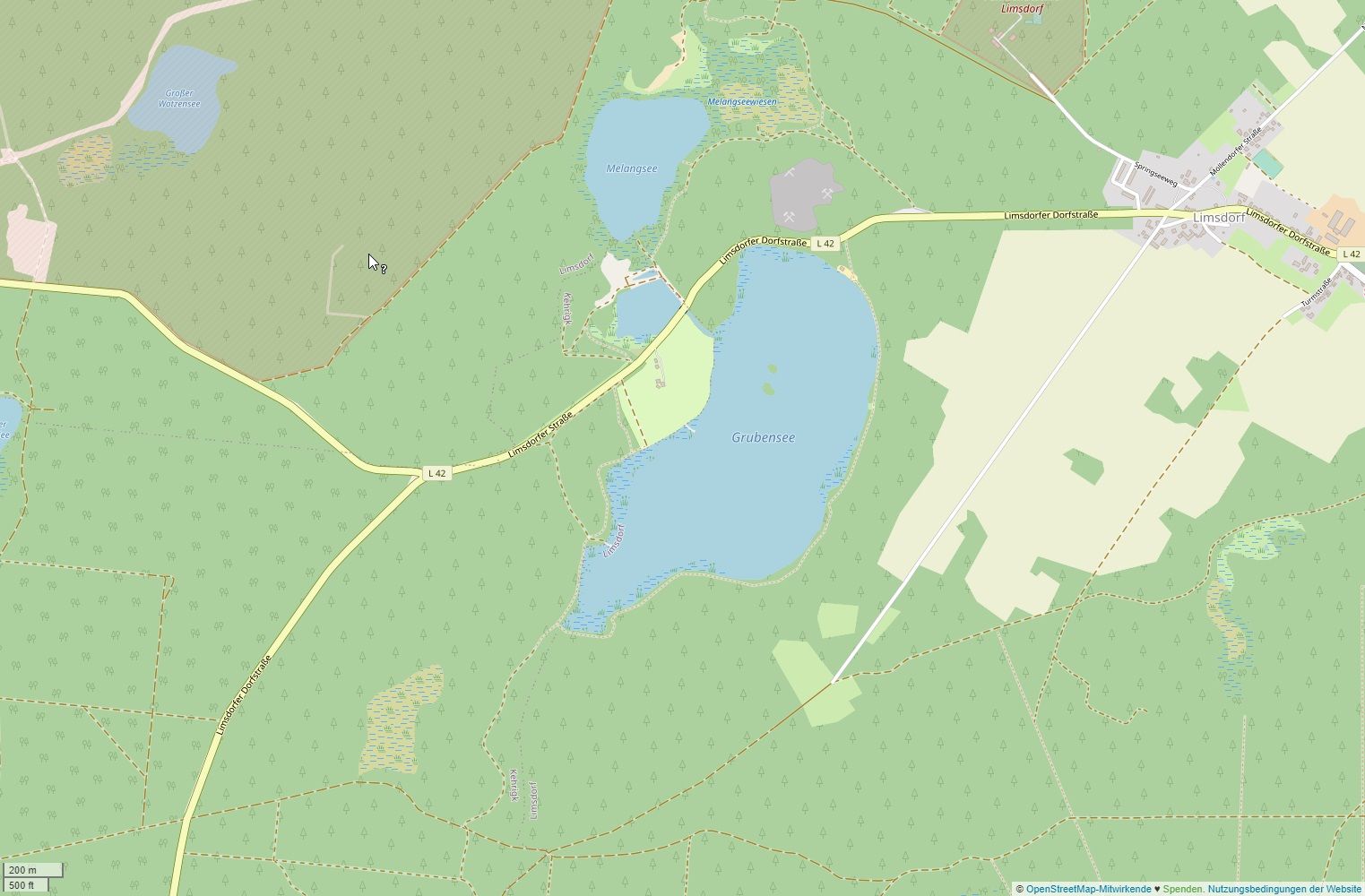

格魯本湖（德語：Grubensee），是德國的湖泊，位於該國西南部，由勃蘭登堡州負責管轄，處於奧得-施普雷縣，長1.4公里、寬0.6公里，面積0.58平方公里，平均水深11米，最大水深23米。